# Castillon-du-Gard
Castillon-du-Gard este o comună în departamentul Gard din sudul Franței. În 2009 avea o populație de 1.379 de locuitori.

## Evoluția populației
| An        | 1975 | 1982 | 1990 | 1999 | 2006  | 2009  |
| --------- | ---- | ---- | ---- | ---- | ----- | ----- |
| Populație | 589  | 716  | 759  | 943  | 1.152 | 1.379 |